# أرنيل بينيدا

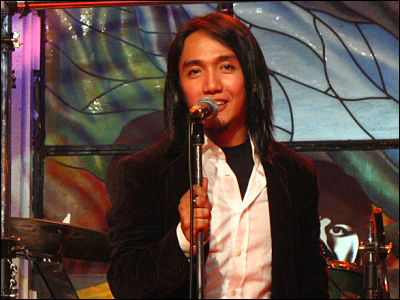
أرنيل بينيدا

أرنيل بينيدا ولد في 5 سبتمبر 1967، وهو المغني وكاتب الاغاني العالمي الفلبيني الجنسية، وهو حاليا المغني الرئيسى لفريق موسيقى الروك الأمريكي  جورنى (بالإنجليزية: Journey)‏. استمتع بينيدا بحياة موسيقية ناجحة في آسيا على مدى السنوات ال 25 الماضية.

## السيرة

### نشأته
ولد أرنيل بينيدا في سامبالوك، مانيلا، في الفلبين. غرست والدته فيه حب الغناء في سن مبكرة، وشجعته على الغناء بمصاحبة أغنيات المغنيين المفضلين لديها مثل كارين كاربنتر وباربرا سترايساند. ووعندما بدأ يكبر أدخله والديه في العديد من المسابقات الغنائية.
وتوفت والدته التي كانت تعاني من مرض روماتيزم القلب وهو في الثالثة عشرة من عمره. أدى مرضها إلى غرق الأسرة في كثير من الديون. وأدى مرور سنة على وجودهم في شقة سكنية مستأجرة وعدم القدرة على إعالة العائلة إلى أن يقرر والده الذهاب إلى الأقارب وسوءالهم في أن يأخذوا أشقاء بينيدا. ترك بينيدا المدرسة لتخفيف العبء عن والده، وتطوع للكفاح من تلقاء نفسه.
كان يقضى حياته لمدة عامين تقريبا بالخروج إلى الشوارع، والنوم حيثما يستطيع: في الحدائق العامة، أو على مقعد ضيق خارج منازل الأصدقاء المزدحمة. وكسب القليل من المال من خلال جمع الزجاجات البلاستيكية، والصحف، والخردة المعدنية وبيعها لمن يقومون بإعادة التدوير. كما أنًه سيتوجه أيضاً إلى الرصيف مع أصدقائه ويأخذ وظائف غريبة مثل تنظيف المعادن الخردة والسفن الراسية. ولم يكن لديه الكثير لتناول الطعام، وأحيانا كان يقوم بتخصيص مجموعة صغيرة من البسكويت كوجبة له لمدة يومين. على الرغم من كل هذه المصاعب حاول أن يظل متفائل بشأن مستقبله.

### وظيفة الغناء
في عام 1982، عندما كان عمر بينيدا 15 عاما، أصبح المغني الرئيسي للمجموعة الموسيقية الفلبينية وهي فرقة Ijos الموسيقية. لكنه كان يغني في مطاعم جولى بى Jolibee. في عام 1986، قام بعض أعضاء Yjoz بتشكيل مجموعة تسمى أمو Amo. دخلت أمو وفازت في حروب مسابقات الروك في الفلبين.
في عام 1988، دخلت أمو وفازت في مباراة الذهاب من الفلبين لمسابقة ياماها العالمية Yamaha World Band Explosion. واستمروا إلى النهائيات في هونغ كونغ، ولكنهم لم يكونوا مؤهلين للفوز نظرا لأسباب في التقنية. ونصت القواعد على أن تكون الأغنية الفائزة ذات تأليف مبتكر. إلا أنها ذكرت أيضا أن دخول الأغنية في النهائيات كان لا بد من أن تكون نفس الأغنية التي فازت فيها الفرقة في بلادها بالذهاب إلى المسابقة. كانت الأغنية التي فاز بها فريق أمو في الفلبين هي «بوهيميان رابسودي (Bohemian Rhapsody)» لفريق الملكة (Queen)، والتي كان من الواضح أنها ليست أصلية. بعد انتهاء المسابقة، واصلت الفرقة أمو كما هي تؤدى بنشاط. وانضم إليهم روبرت بالمر في مانيلا في عام 1989. لعب أمو في النوادي في مدينة كويزون، مدينة اولونجابو ومدينة ماكاتى، ويقعوا في لوزون، أكبر جزيرة في الفلبين. كانت أمو ذات شعبية كبيرة جدا في نادى كاليفورنيا المشهور لإقامة الحفلات والذي يملكه صينيون الصينية المشهورة في مدينة اولونجابو، والذي كان يرتاده الجنود الأمريكان.
في عام 1990، شكل بينيدا وغيره من أعضاء فرقة أمو فرقة آخرى تسمى (Intensity Five) ومرة أخرى دخل عالم ياماها لانطلاق الفرق. فاز بينيدا بجائزة أفضل مطرب وفازت الفرقة بأول مركز ثاني.
في وقت لاحق من عام 1990، انشق خمسة من الأعضاء الأصليين لفريق أمو عن المغنى الرئيسى في الفرقة، يوليسيس أبلانج (Ulysis Ablang) (Uly) وقاموا بتشكيل فرقة أخرى وراء بينيدا، «العصر الجديد» (New Age). حدث هذا قبل صدور الألبوم الآول والوحيد لأمو، والذي صدر في عام 1990 بعنوان Ang Tunay na Amo ("السيد الحقيقى The Real Master") على تسجيلات شركة بي ام جي التي أنتجت واحدة الإذاعات الناجحة والأكثر شعبية تحت اسم "الهروب Running Away". أصبحت الأغنية ذات شعبية مرة أخرى في عام 2006 من جانب فنان فلبينى آخر وهو اريك سانتوس، الذي فاز بجائزة أمريكان أيدول عن البرنامج التلفزيوني الفلبينى، نجمة في المليون (Star In A Million)). استمر باقي أعضاء فريق أمو إلى أن أصبحوا "الفريق المتزعم (Boss Band)"، في حين لعبت فرقة بينيدا "العصر الجديدط بشكل منتظم في الحرائق والأمطار في مدينة ماكاتى.
في عام 1991، وخلال واحدة من تلك العروض، رصد أحد الوكلاء بينيدا و«العصر الجديد»، وطب منهم التوجه إلى هونغ كونغ ليقوموا بعروضهم في مطعم ترفيهى له شعبية كبيرة في مطعم يدعى غرامى. قام بينيدا مع العصر الجديد بعرض ست ليال في الاسبوع، من الثلاثاء وحتى الأحد، لعدة سنوات بعد ذلك. وفشلت تلك العروض بعد علاقة طويلة وجادة في عام 1994، حيث بدأ بينيدا يعانى من مشاكل صحية، والتي دمرت تقريبا صوته. عاد إلى الفلبين. بعد ستة أشهر من النقاهة، أصبح قادرا على الغناء مرة أخرى. ثم عاد إلى هونغ كونغ واستأنف الغناء مع فرقته. في عام 1998، طلب صاحب مطعم/ملهى ليلى ايجور في هونغ كونغ وفكرته الرئيسية هي العرض الأول من العصر الجديد أن يقوموا بالعرض هناك. كانوا يرتدون ملابس الهيكل العظمي، واطلقوا على انفسهم «العظام المتمايلة (The Rolling Bones)».
في عام 1999، لفت بينيدا انتباه فريق وارنر بروس (Warner Bros)، وعاد إلى الفلبين في يوم أجازته لتسجيل ألبوم منفرد، والذي كان يحما اسمه بعنوان أرنيل بينيدا. كانت معظم الأغنيات العشرة الأصلية في الألبوم لأغنيات بسيطة هادئة، مع اثنين من الأغنيات المبهجة، واحدة منها تحمل الأسلوب اللاتيني. أصبحت واحدة من الأغاني هي "إياك كا رين (“Iiyak Ka Rin)" (ستبكى أيضاً) من الغناء المفضل في آسيا، في حين أصبحت آخر أغنية "Sayang" (سيئة للغاية) من أغنيات الراديو المفضلة. كتب بينيدا ورتب العديد من الأغنيات. وواصل بينيدا أداءه مع العصر الجديد بينما كان يقوم بعمل ألبومه ولعدة سنوات بعد ذلك. في عام 2001 غنى بينيدا أغنية واحدة مع الفرقة الفلبينية جنوب الحدود في ألبوم الطريقة التي نؤدي بها (The Way We Do). الأغنية اسمها «انكشف الزجاج». في عام 2002 غيرت فرقة بينيدا اسمها إلى 9 ملم ولعب في «ذي ايدج» في لاى كواي فونج، هونغ كونغ.
في عام 2004 أصلح ثلاثة من أعضاء فرقة العصر الجديد الضع بضم مطربة تقاسم الصدارة مع بينيدا، وأطلقوا على أنفسهم اسم «الأكثر طلباً (Most W@nted)». لعبت هذه الفرقة مجموعات من 3-4 ساعات من الاثنين حتى السبت في نادي الكهف في هونغ كونغ. في يوم العطلة الوحيد وهو يوم الأحدكانت الفرقة غالباً تقوم بالأداء في أحداث المجتمع الفلبينى.
في عام 2005 سجل أرنيل اللحن الرئيسى للبرنامج الإذاعى الفلبينى القصير «دايو». وتم تشكيل الفرقة المسماة بالزوار لفترة وجيزة لأغراض الترويج لمنتجات «دايو» الصوتية وتكونت من ثلاثة أعضاء من Ijos / Yjoz، أمو، العصر الجديد، وموست وانتد.

### حديقة حيوان
في عام 2006، رجع بينيدا للفلبين بتشجيع من مدير المواهب الفلبينية والمخرج التلفزيونى بيرت دي ليون مع مونيه كاجيب، وهوعازف الجيتار الذي كان في جميع فرق بينيدا السابقة. شكلوا حديقة الحيوانات (The Zoo) مع اميل بوندوك على ألة الباس، ادجار مندوزا على لوحات المفاتيح، ومكوى الكانتارا على الطبول. كما أنًهم وقعوا مع شركة دي ليون، مؤسسة صندانس الترفيهية. أدت فرقة زوو عدة ليال في الاسبوع في النوادي في مانيلا واولونجابو خلال عامي 2006 و2007. وكانت العروض موزعة بانتظام 3-5 ساعات. أُصدِر أول ألبوم لفرقة زوو تحت اسم علم الحيوان (Zoology) من قِبَل هيئة MCA العالمية في سبتمبر 2007 والتي تمثل 12 من المسارات الأصلية واغنية واحدة للغلاف («ألم في قلبي»، المسجلة أصلا قبل عقد من الزمان من فريق ريح ثانية (Second Wind))، خمس منها صاغها بينيدا، وآخرى شارك في تأليفها مع مارك فالينت.

### رحلة

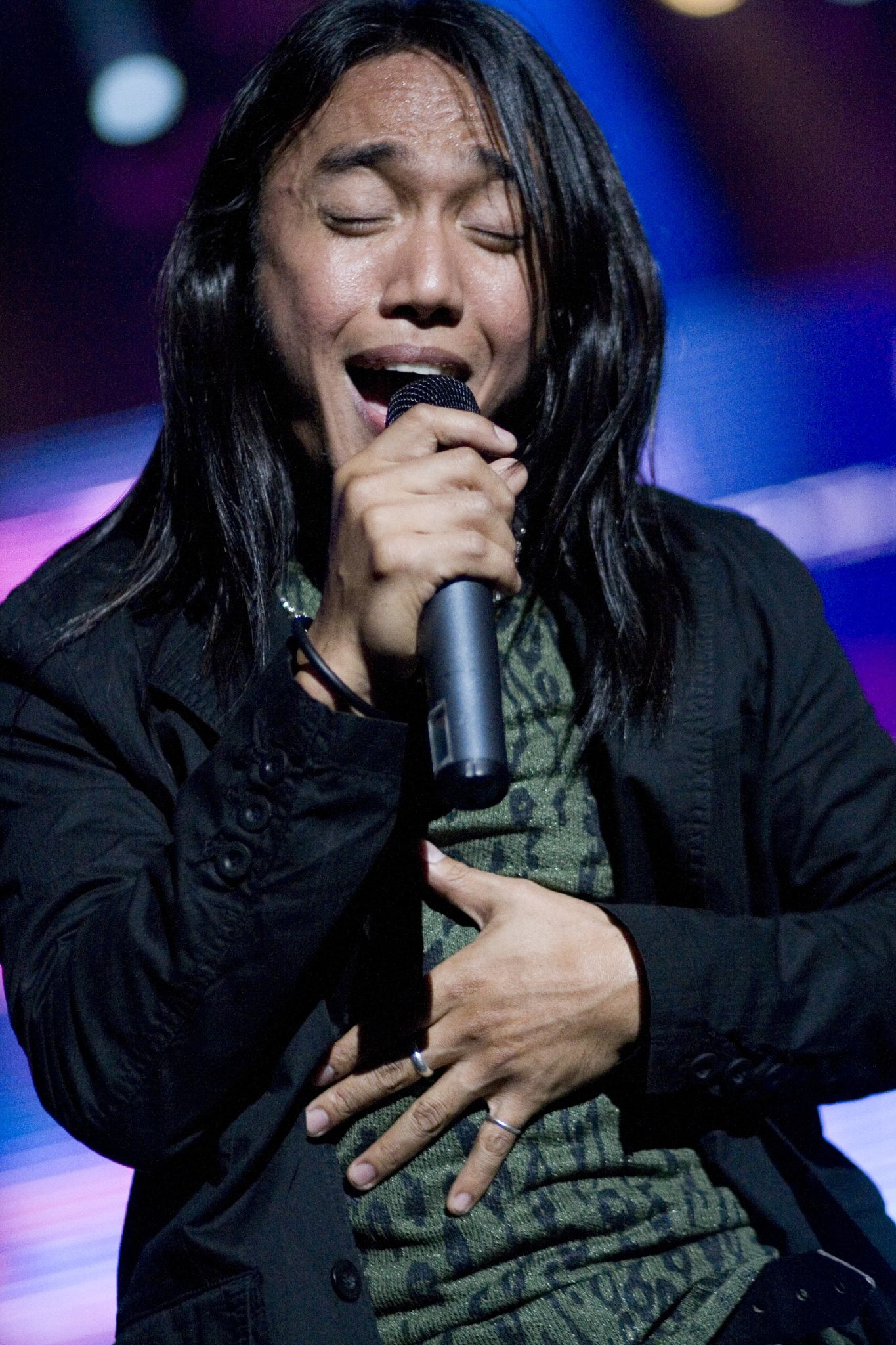
أرنيل بينيدا يؤدى مع رحلة مع، نيو جيرسي، 8/11/2008

كانت أغنيات الغلاف القديمة التي يؤديها فريق زوو وهي في الأصل لفرق الرحلة (Journey)، الناجي (Survivor)، أروسميث، ليد زيبلين، أير سابلى، والنسور، وكيني Loggins وغيرها من الأعمال الشعبية من 70، 80 و90، والتي بدأت تظهر على YouTube.com في فبراير 2007. في 28 يونيو، 2007،  اتصل نيل شون من فريق رحلة بنويل جوميز، وهو صديق ومعجب منذ فترة طويلة ببينيدا الذي تم وضع العديد من أشرطة الفيديو هذه على الكمبيوتر، ليسأل بينيدا عن معلومات للاتصال. أرسل شون رسالة بالبريد الإلكتروني لبينيدا لدعوته لتجربة الأداء في فرقة رحلة. رفض بينيدا في البداية البريد الإلكتروني باعتباره خدعة، ولكن بعد أن اقنعه غوميز، رد أخيرا على البريد الإلكتروني لشون. بعد عشر دقائق، تلقى بينيدا مكالمة هاتفية من شون. في 12أغسطس،  طار بينيدا جنبا إلى جنب مع مدربه بيرت دي ليون إلى مقاطعة مارين إلى الشمال مباشرة من مدينة سان فرانسيسكو، لفترة اختبار يومين. وقد تم الترحيب بالنجم بينيدا وتم الترحيب به ترحيبا حارا لكنه وصف الاختبار بأنه «مرهقا للاعصاب ومؤديا ألى التوتر».
يوم 5 ديسمبر 2007، أُعلِن بينيدا المغني الرئيسي لفريق رحلة. نشرت القصة بعناوين الأخبار الرئيسية بالسي ان ان القصة كجزء من قطعة "أخبار بالنسبة لي".
أدى بينيدا لأول مرة كمغني رئيسى في فريق رحلة في 21 فبراير 2008 في مهرجان فينيا ديل مار الدولي للموسيقى الذي عقد في مدرج كينتا فيرجارا في فينيا ديل مار، تشيلي. وأفلام أداء فينا ديل مار متوفرة في في الصفحة الرئيسية للمهرجان وعلى اليوتيوب. على يوتيوب
زعمت وسائل الاعلام التشيلية أن أداء بينيدا (ترجم إلى الإنجليزية): «إن المطربة الجديدة تتفق تماما مع الفرقة الموسيقية، وقدراتها الصوتية مشرقة من خلاله، والتي تشبه إلى حد بعيد الموسيقى الاسطورى قي الفرقة، ستيف بيري.»  ووصف الموسيقى المؤدى على لوحة المفاتيح جوناثان أداء بينيدا في مقابلة اذاعية: «لقد ذهبنا إلى تشيلي في الآونة الأخيرة فقط، حيث أننا لم نعب وكاد أن يصيبنا الجنون، ولكننا فقدنا عقلنا تماما...كان العرض الأول لأارنيل-- الحديث عن شيء مجهد -- كان لدينا حفل متلفز ل25 مليون شخص...هل هو الرجل الفائز؟ نعم، انه الفائز. انه لاعب مخلب.» 
عاد فريق رحلة إلى الولايات المتحدة لاتفاقية خاصة لريماكس في ام جي ام غراند في لاس فيجاس يوم 6 مارس 2008، ثم أجريت في لاس فيغاس 'بلانيت هوليوود في 8 مارس، 2008 (هذه الحفلة التي تم تسجيلها واستعمالها، في جزء منه، ل دي في دي الإلهام).
يوم 1 فبراير 2009 كان يؤدى مع رحلة في برنامج سوبر بول الثالث والاربعون بريجيم.

#### ألبومالوحيوجولة
كان أول ألبوم لفريق رحلة مع بينيدا هو الوحي، وظهر لأول مرة في رقم (5) في اللوحة لأعلى 200 البوم في الاسبوع بعد صدوره (صدر 3 يونيو 2008)، وبقي في ال 20 الأوائل لمدة ستة أسابيع. انها مصدقة بالذهب من قبل RIAA مع أكثر من 336,000 وحدة بيعت في غضون الأيام القليلة الأولى. وققت منزلة البلاتين بحلول الآول من أكتوبر 2008.
تكونت نسخة الالبوم الخاصة بالولايات المتحدة (توزع حصرا من خلال وول مارت) من 11 أغنية جديدة، وإعادة تسجيل 11 من الاغنيات الكلاسيكية، بالإضافة إلى دى في دى الذي به تصوير الحفلة خلال 8 مارس 2008 في لاس فيغاس. ووزعت النسخة الأوروبية من خلال تسجيلات فرونتيرز الذي يتضمن 11 أغنية جديدة، و11 إعادة تسجيل الأغنيات الكلاسيكية، بالإضافة إلى الإصدارات الخاصة الجديدة، لكنها لا تشمل الدي في دي. كل الموسيقى في ألبوم الوحي الذي أنتج من قبل كيفن شيرلي (الذي عمل سابقا مع رحلة على الشهادة البلاتينية عن ألبوم تجربة بالحريق).
وصف جوناثان قابيل الالبوم في مقابلة: «لقد سجلنا نجاحا كبيرا مع مطربنا الجديد من الفلبين، أرنيل بينيدا، وأنه أمر لا يصدق عندما كنت استمع اليه. وقد انتبهنا إلى التفاصيل لان الجميع يحب تلك النجاحات، وأننا لم نكن على وشك خطوة في كل ذلك. ولقد حصلنا على ذلك والعلامة التجارية للقرص المضغوط الجديدة، ومن ثم هناك مكافأة دي في دي لما تبدو عليه الفرقة الآن، نحو ساعة من الأغاني... انها حزمة 3 من الأقراص... نحن متحمسون لأننا نعتقد أن أرنيل هو مستقبل امتيازنا... كنا نعرف اننا لو كنا في أي وقت ستعمل على التحرك، كان يجب علينا الحصول على شخص ما الذي حقا سيصبح المستقبل لنا، ويكون له صدى مثل فريق رحلة...وأعتقد أن جماهير فريق جاءوا للعلاج الحقيقي.» 
في مقابلة في وقت قريب بعد انضمام بينيدا إلى الفرقة، قال نيل شون "اننا شعرنا أننا ولدنا من جديد. اعتقد أن هناك الكثير من الكيمياء بينا نحن الخمسة. في البداية عندما قررنا الذهاب إلى الاستديو وكتابة 4 أغنيات فقط، ولكن الآن صعدت إلى الكثير من المواد العظيمة الجديدة والمتنوعة. وكان صيت الأشباء هائلا. كان الجميع في غابة الاشتعال حول هذا الموضوع. وشعرنا أننا محظوظبن جدا لأننا وجدنا أرنيل.
قام فريق رحلة عام 2008 بجولة تصاحب إصدار الوحي وقد بدأت يوم 8 يونيو 2008 في إسبانيا، وتالها أربعة تواريخ في ألمانيا، وتاريخ واحد في هولندا. كما قام فربق رحلة بجولة في المملكة المتحدة وأيرلندا خلال فترة 17 حتى حزيران / يونيو 28 2008. بدأت جولة الولايات المتحدة (مع القلب والخديعة الرخيصة) يوم 9 يوليو 2008، في دنفر، كولورادو، واستمرت حتى الرابع من أكتوبر 2008، في البوكيرك (نيو مكسيكو. وكان هناك تواريخ كثيرة قد بيعت بالفعل بوقت كاف. احتفل بينيدا بعيد ميلاده ال41 يوم 5 سبتمبر 2008 في حفل موسيقي في تورونتو، كندا بمدرج مولسون. في سبتمبر 2008، أنجزت رحلة الحفلات الموسيقية المباعة في المسرح اليوناني في لوس انجليوس. غنى بينيدا في 57 حفلة في عام 2008 وذلك في جولة رحلة حول العالم.
في المحطة الثانية من جولة رحلة سيكون لها جولة آسيوية بهاواي، ذاهبة إلى طوكيو، اليابان، ناغويا اليابانية، أوساكا اليابانية، مانيلا، الفلبين ومكاو بالصين، وكهولوي هاواي، هونولولو (2) بهاواي، وWaikoloa، هاواي. وسيتم إصدار حفل مانيلا بحفلة حية على دي في دي. مجموع ايرادات الحفل لرحلة في عام 2008 قيمته 35,695,481 دولار أمريكي.

### العائلة
لا يزال والد ارنيل يعمل خياطا في الفلبين. تزوج أشقاءه الثلاثة وعاشوا في الفلبين. دعم أرنيل ولايته الثانية لشقيقه الأصغر رودريك (اريك) عن طريق الجامعة.
أرنيل لديه ثلاثة أولاد: ماثيو (20 عاما)، انجيلو (12 عاما)، وشيرب (3 سنوات). عندما لا يقوم بجولة مع فريق رحلة فانه يعيش في مدينة كويزون مع زوجته تشيرى، وابنهما تشيرب.

## قائمة أفلامه

### تلفزيون
- في اسرع وقت ممكن
- ABS-CBN
- إيت بولاجا! (ضيف)
- صبي وكريس (ضيف)
- سي بي اس ايرلى شو (ضيف مع رحلة)

## قائمة ألبوماته
البومات 

### ألبوماته منفردا
- أرنيل بينيدا (1999)

### مع زوو
- علم الحيوان (2007)

### مع فريق رحلة Journey
- الوحي (2008)
- رحلة : عيش في مانيلا (2009، دي في دي)

### مغنيين رئيسيين آخرين
- جنوب الحدود—الطريقة التي نؤدي بها (المسار «البحث عن زجاج») (2001)

## مؤسسة أرنيل بينيدا
هو أول مؤسسة من أجل القضية. مهمة من الأمل. دعوة للعطاء. وعد إلى الحب. لتوفير الاحتياجات الأساسية بأن كل طفل يستحق المساعدة في توفير بيئة آمنة حيث يمكن للأطفال التعلم والنمو، والإنجاز.

## وصلات خارجية
- أرنيل بينيدا على موقع IMDb (الإنجليزية)
- أرنيل بينيدا على موقع ميوزك برينز (الإنجليزية)
- أرنيل بينيدا على موقع أول ميوزيك (الإنجليزية)
- أرنيل بينيدا على موقع ديسكوغز (الإنجليزية)
- أرنيل بينيدا على موقع قاعدة بيانات الفيلم (الإنجليزية)
- الموقع الرسمى لأرنيل بينيدا
- أرنيل بينيدا المنتدى الرسمي
- الموقع الدولي للمعجبين
- كل شئ عن أرنيل بينيدا
- http://www.immigrationnewsman.com/SUCCESSSTORIES.htm الهجرة المراسل—قراءة قصة كيف أرنيل بينيدا حصل على تأشيرة دخول وانتهت اقامته في الولايات المتحدة بوصفه عضوا في رحلة
- https://web.archive.org/web/20090213103321/http://www.billboard.com/yearend/2008/charts/top25-tours.shtml

| سبقه جيف سكوت سوتو | جيرني 2007 – present | تبعه incumbent |